# ديفيد أندرو
ديفيد أندرو (بالإنجليزية: David Andrew)‏ هو سياسي أسترالي، ولد في 10 نوفمبر 1867 في أستراليا، وتوفي في 18 نوفمبر 1928 في بنديجو في أستراليا. حزبياً، نشط في الحزب الوطني الأسترالي. وقد انتخب عضو مجلس الشيوخ الأسترالي ‏ عن دائرة فيكتوريا (14 نوفمبر 1925 – 18 نوفمبر 1928).